# Феррохром
Феррохром — сплав железа и хрома (около 70 %), применяется для легирования стали и сплавов, особенно нержавеющих сталей, и при производстве чугуна. Содержание феррохрома обычно варьируется от 45 до 95% по массе (согласно ISO 5448-1981 содержание колеблется от 45 до 75% по массе) . Его использование в основном зависит от содержания углерода, которое в отрасли обычно классифицируется как:
- Высокоуглеродистый феррохром (HC FeCr) с содержанием C от 4 до 10 %.
- Среднеуглеродистый феррохром (MC FeCr) с содержанием от 0,5 до 4 % С.
- Феррохром низкоуглеродистый (LC FeCr) с содержанием от 0,01 до 0,5 % С.

Основные примеси — углерод (до ~5 %), кремний (до 8 %), сера (до 0,05 %), фосфор (до 0,05 %). Получают при восстановлении достаточно богатых (с высоким содержанием оксида хрома и высоким отношением оксид хрома/оксид железа) хромитовых руд (или концентратов) углеродистым восстановителем (обычно кокс). Большая часть феррохрома в мире производится в Южной Африке, Казахстане (корпорация «Казхром» группы ENRC) и Индии, так как эти страны имеют большие внутренние ресурсы хромитов. Крупнейшим потребителем феррохрома является производство стали, особенно производства нержавеющей стали с содержанием хрома от 10 до 20 %. Феррохром часто классифицируется по количеству углерода и хрома, которые в нём содержатся. Входит в группу специальных ферроалло металлов Паке и Ади.

## Использование
Более 80 % феррохрома в мире используется в производстве нержавеющей стали. В 2006 году было произведено 28 миллионов тонн нержавеющей стали. Содержание хрома в нержавеющей стали составляет примерно от 12 до 20 %.

## Сортамент
ФХ001А ФХ001Б
ФХ002А ФХ002Б
ФХ003А ФХ003Б
ФХ004А ФХ004Б
ФХ005А ФХ005Б
ФХ010А ФХ010Б
ФХ015А ФХ015Б
ФХ025А ФХ025Б
ФХО50А ФХ050Б

## Рафинирование
При легировании стали важно не допустить повышения содержания углерода в металле. Для этого металл может быть подвергнут аргоно-кислородному или вакуум-кислородному рафинированию, в этом случае в сталеплавильном производстве может быть использован дешёвый высокоуглеродистый сплав. На заводах бывшего СССР такая технология не получила должного распространения, поэтому требуется производить сплав с низким содержанием углерода. Наиболее распространённая схема его получения:
1. выплавка высокоуглеродистого (или так называемого передельного, с повышенным содержанием примесей) ф/х при восстановлении хромового сырья углеродом;
2. производство ферросиликохрома — восстановление кремния из кварцита углеродом в присутствии расплава полученного на первом этапе феррохрома. Углерод из сплава при этом вытесняется за счёт образования силицидов (более прочных, чем карбиды);
3. восстановление оксидов хрома и железа руды кремнием жидкого ферросиликохрома (обычно в присутствии извести как флюса). Так как исходные материалы при этом содержат мало углерода, невелико его содержание и в получаемом сплаве.